# Плацкарта
Плацкарта (нем. Platz-Karte) — дополнительная к проездному билету карточка или квитанция на нумерованное место в вагоне в поездах дальнего следования. Иногда плацкартой ошибочно называют плацкартный вагон. Плацкарта, в отличие от проездного билета (куда включены расход на локомотивную тягу и транспортную инфраструктуру), является ценой за услуги владельца вагона.
В билетах железных дорог стран СНГ и Латвийской, Литовской и Эстонской республик на поезда дальнего следования дополнительная карточка или квитанция к проездному билету не выдаётся, вместо этого в графе «Цена» указывается цена за билет и плацкарту. При возврате билета в кассу до отправления поезда уплаченная сумма за билет возвращается полностью, а за плацкарту — не полностью. Сумма возврата за плацкарту зависит от времени, оставшегося до отправления поезда.
Плацкарта должна содержать следующие основные данные:
- буквы «МС» и условное обозначение железной дороги, а плацкарта, оформленная электронным способом, — буквы «МС», код и условное обозначение железной дороги, выдавшей плацкарту;
- наименование станции отправления и назначения;
- путь следования;
- дату, время отправления, номер поезда, вагона и места;
- класс вагона и категорию места;
- количество человек;
- стоимость плацкарты;
- наименование железной дороги, выдавшей плацкарту;
- дату выдачи плацкарты;
- наименование железной дороги — собственницы вагона, для проезда в котором выдана плацкарта.

Допускается выдача плацкарт без указания в них номера поезда, номера вагона и места, даты и времени отправления.
Срок годности такой плацкарты соответствует сроку годности билета, по которому осуществляется проезд. Для осуществления поездки пассажир обязан оформить проездные документы в соответствии с правилами, действующими на дороге отправления, и при покупке плацкарты проверить правильность содержащихся в ней данных.
Бланки плацкарт печатаются каждой железной дорогой на языке своей страны, а также на двух из языков — китайском, немецком и русском.
Продажа плацкарт производится железнодорожными кассами и пунктами продажи от любого пункта одной страны, до любого пункта другой страны, если они указаны в применяемых тарифах. Продажа плацкарт в спальные вагоны прямого международного сообщения производится также начальником поезда или проводником вагона. На участках с автоматизированной продажей проездных документов по ходу поезда дорогой — собственницей вагонов может быть установлен иной порядок оформления плацкарт.
Для проезда в спальном вагоне прямого международного беспересадочного сообщения пассажиру выдается одна плацкарта на весь путь следования от станции отправления пассажира до станции назначения.
При следовании пассажира из одной страны в другую с пересадкой на пограничных станциях или в других пунктах пассажиру выдаются отдельные плацкарты, каждая из которых действительна только для проезда по указанному в ней беспересадочному участку.
Пассажир (группа пассажиров) имеет право выданные на определенный день или поезд (вагон) плацкарты заменить на новые плацкарты по тому же маршруту на другой день или поезд (вагон) при условии наличия свободных мест, а равно отказаться от поездки и возвратить проездные документы не позднее чем за 6 часов до отправления поезда при перевозках индивидуальных пассажиров и не позднее 5 суток (для ЛГ и ЭВР — 1 сутки) при перевозках организованных групп численностью 10 и более взрослых пассажиров.
При отказе от поездки и возврате проездных документов до предусмотренного выше срока пассажиру (группе пассажиров) возвращается стоимость плацкарт.
Замена плацкарт на новые без уважительных причин допускается не более одного раза.
Все правила покупки и возврата билета и плацкарты изложены в локальных документах. 
Пассажиру, имеющему плацкарту, на время поездки в вагоне бесплатно предоставляются постельные принадлежности из расчета один комплект на каждые 5 суток.
Заказ мест в вагонах прямого международного сообщения производится в соответствии с правилами, действующими на дороге отправления.
Плацкарты на место для лежания дают право, как правило, использования места для лежания только в ночное время. Ночным временем считается время от 21 часа до 7 часов утра следующего дня.
В Белоруссии при согласии других пассажиров в купе можно использовать место для лежания и в другое время суток.
Плацкарта упоминается в стихах русских поэтов, начиная по меньшей мере с начала XX века. Например, в стихотворении Саши Чёрного «Отъезд петербуржца» («Середина мая и деревья голы…»; 1909) заказ плацкарты фигурирует в ряду срочных обязательных дел петербуржца перед отъездом на дачу:

Надо подписаться завтра на газеты, 

Чтобы от культуры нашей не отстать, 

Заказать плацкарту, починить штиблеты 

(Сбегать к даме сердца можно нынче в пять).

В фельетоне Валентина Катаева «Наши за границей» плацкарта выступает как неизвестный загранице чисто русский феномен:

В Риме на вокзале он долго требовал «обязательно плацкарту», вызывая у окружающих весёлое недоумение по поводу загадочной «русской плацкарты».